# Gospatric II di Lothian
Gospatric II, conte di Lothian (East Lothian, ... – 22 agosto 1138), è stato un nobile anglosassone.
Fu un grande signore i cui domini erano al confine tra il regno di Scozia e il regno d'Inghilterra. È il primo della linea dei conti di Lothian, poi conosciuti come conti di Dunbar.

## Origine
Gospatric (o Gospatrick) era probabilmente il figlio minore del conte Gospatric di Northumbria che fuggì in Scozia nel 1072 e ricevette proprietà nel Lothian dal re Malcolm III di Scozia. Le notizie sulla sua vita sono scarse.

## Conte di Lothian?
Viene menzionato a partire dal 1120: compare infatti come testimone di numerose carte scozzesi tra il 1120 e il 1134, dove viene nominato molto raramente come earl o conte, ma al contrario viene sempre indicato come “Gospatric, fratello di Dolfin", iscrizione che compare anche sul suo sigillo.
In una sua carta databile tra il 1124 e il 1138 lo stesso Gospatric si definisce "Conte Gospatric, fratello di Dolfin", mentre in una carta di Davide I di Scozia, databile intorno al giugno 1138, compare come "Conte Gospatric". L'assenza del titolo di conte nella maggior parte di questi documenti crea confusione, e ha indotto taluni a supporre che egli non fosse conte di Lothian, poiché questa carica era ricoperta da suo fratello Dolfin. Tale conclusione, tuttavia, non è generalmente accettata, e può darsi che Gospatric non abbia ricevuto Lothian che intorno al 1134, il che spiegherebbe perché è chiamato conte solo nei documenti datati tra il 1134 e il 1138.

## Un signore "transfrontaliero"
In Northumbria, lo status di Gospatric è attestato un po' meglio. All'inizio del 1136, subito dopo la morte di Enrico I, re Stefano d'Inghilterra confermò la donazione del suo predecessore a Gospatric fratello di Dolfin e gli concesse altre terre in Northumbria con almeno quattordici manieri, tra i quali quello di Beanley. Non è specificato cosa dovesse essere dato in cambio, ma un documento del 1212 afferma che la baronia di Beanley era stata istituita al tempo di re Enrico per "inborh e utborh" (agire per la sicurezza di coloro che passavano il confine tra le due nazioni), il che suggerisce che il conte di Lothian, in seguito conte di Dunbar, fosse considerato indispensabile per risolvere le controversie sui confini, e che queste donazioni rappresentassero un tentativo fatto da Enrico I per controllare meglio la regione di confine tra il suo regno e la Scozia . Inoltre, non c'è dubbio che il suo status di signore di Beanley e Conte di Lothian collocasse Gospatric ai primi posti tra i proprietari terrieri transfrontalieri.
Per tali motivi Gospatric non solo ebbe una posizione elevata nel regno di Scozia, come testimonia la comparsa del suo nome nelle liste di testimoni degli atti reali, ma trovò anche favore presso Enrico I d'Inghilterra. Il suo status nel nord è significativo in altri due contesti. Il primo è la ricomparsa di "Anglo-Sassoni" con funzioni dirigenziali al nord durante il periodo compreso tra il 1100 e il 1135, una particolarità importante del regno di Enrico I. Il secondo è che, almeno dal punto di vista a sud del confine con la Scozia, Gospatric deve essere considerato uno degli "uomini nuovi" inviati da Enrico I al nord.
Le donazioni fatte da Gospatric alla chiesa attestano una religiosità convenzionale, tuttavia non rispecchiano la sua condizione di grande proprietario terriero in due regni . In Inghilterra la sua unica donazione a un monastero fu quella della chiesa di Edlingham fatta all'abbazia di St Albans, anche se dotò Edrom e Nesbit di due chiese collegate al Priorato di Coldingham, dipendenza della chiesa di Durham . In Scozia, Gospatric fu benefattore della chiesa di San Nicola a Hume, nel Berwickshire.
Gospatric morì probabilmente nella battaglia dello stendardo a Cowton Moor, a nord di Northallerton, il 22 agosto 1138. Enrico di Huntingdon registra nella sua cronaca che il “capo degli uomini di Lothian" fu ferito da una freccia e cadde in battaglia alla testa di un contingente di truppe. Era sicuramente morto il 16 agosto 1139, quando re Davide I di Scozia confermò una donazione a Coldingham, dando ai monaci le terre che Gospatric aveva posseduto "il giorno in cui era vivo e morto". Il luogo della sua sepoltura è sconosciuto.

## Matrimonio e discendenza
Gospatric ebbe quattro figli ed una figlia da una donna che ci è sconosciuta:
- Gospatrick III, che successe a suo padre come conte di Lothian
- Adam, Edward, Edgar, che ricevettero generosamente terre nel nord dell'Inghilterra.
- Juliana moglie di Ranulf de Merlay, signore di Morpeth. In seguito la coppia, nel 1138 o nel 1139, fondò per i cistercensi l'Abbazia di Newminster.